# Edmund Ironside

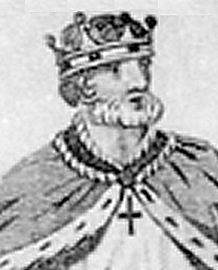
Edmundo II da Inglaterra

Edmund Ironside é uma peça isabelina que descreve a vida de Edmundo II de Inglaterra. O texto de Edmund Ironside é anônimo, mas tem, no mínimo, duas críticas que sugerem que é um dos primeiros trabalhos de William Shakespeare, sendo seu primeiro drama .